# Бомбардирский катер

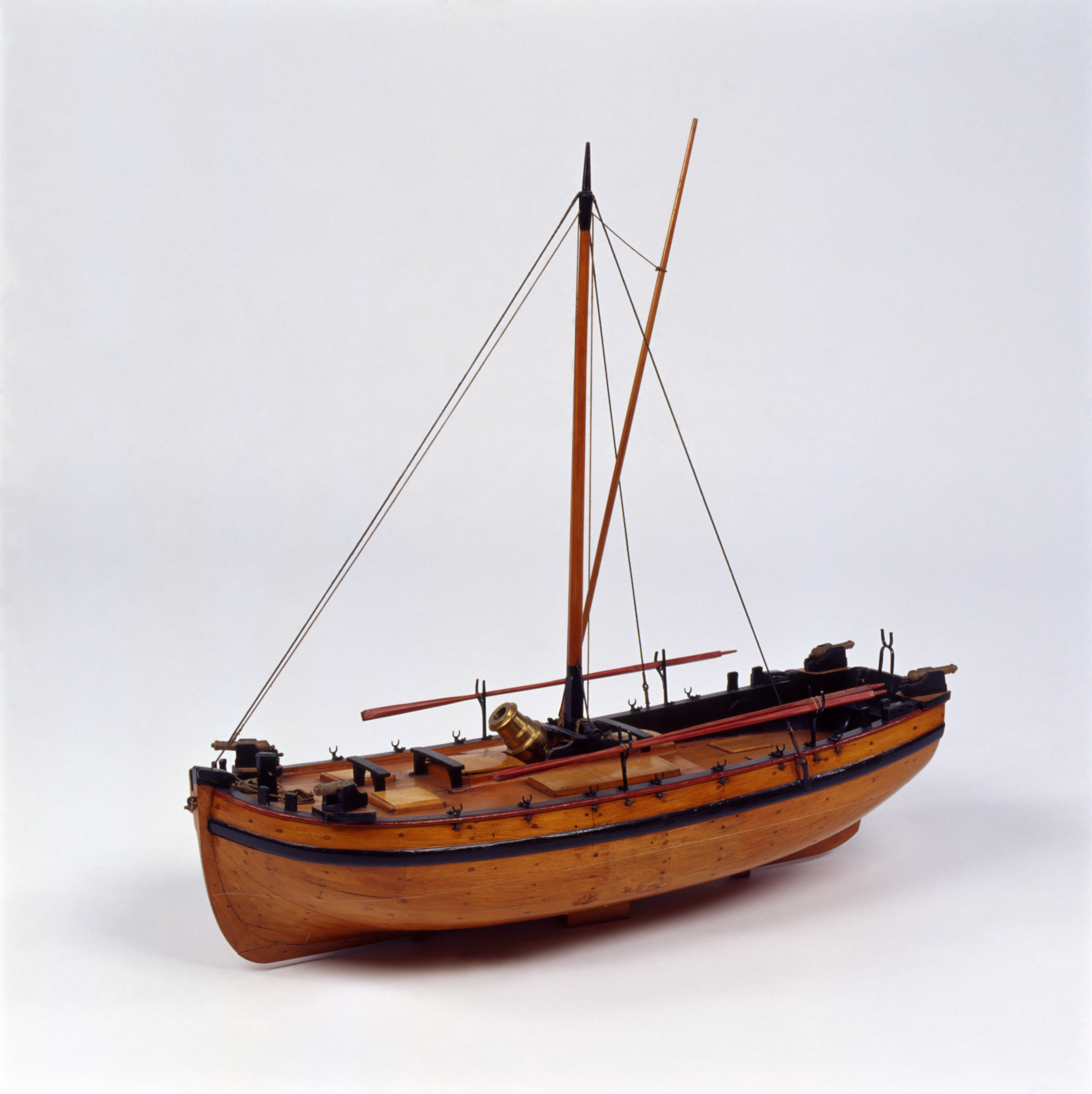
Модель бомбардирского катера из коллекции Морского музея в Стокгольме.

Бомбардирский катер — небольшое парусно-гребное судно, предназначавшееся для обстрела береговых укреплений и приморских крепостей, а также судов противника.

## Описание судна
Бомбардирские катера представляли собой небольшие парусно-гребные суда, оснащенные одной или двумя мачтами с косым парусным вооружением и 10—11 парами вёсел. Вооружались эти суда гладкоствольными орудиями крупного калибра: гаубицами или мортирами, а также небольшим количеством пушек малого калибра или фальконетов.

## Применение
Основное назначение бомбардирских катеров — обстрел с моря приморских укреплений и крепостей. В силу небольших размеров и малой осадки применялись преимущественно на мелководье.

### Россия
В Российском императорском флоте суда данного типа строились в конце XVIII — начале XIX веков и использовались в составе гребных флотилий, действовавших в шхерах, лиманах, устьях рек и прибрежных зонах. Вооружение российских катеров обычно состояло из двух 3-пудовых гаубиц или 2-пудовых единорогов, а также четырёх 6- или 12-фунтовых пушек и фальконетов. На катерах Черноморского флота иногда вместо двух гаубиц или единорогов устанавливалось по одной мортире.
Принимали участие в русско-шведской войне 1788—1790 годов, в том числе в первом и втором Роченсальмском сражении, и русско-турецкой войне 1787—1791 годов, в том числе в бомбардировке и последующем штурме Измаила.